# 가시마 임해 철도 오아라이카시마선
오아라이카시마 선(일본어: 大洗鹿島線)은 가시마 임해 철도의 철도 노선 가운데 하나이다. 일본 이바라키현 미토시에 위치한 미토역과 가시마시에 위치한 가시마 축구 스타디움 역을 잇는다. 일본 철도 건설 공단 건설선(북 가시마 선)을 계승해 개통한 노선이다. 수도권 공통 IC 교통 카드(PASMO·Suica)의 사용은 하지 못하고, 도입 예정도 없다.

## 노선 정보
- 노선 거리: 53.0 km
- 궤간: 1,067mm(협궤)
- 역 수: 15
- 복선 구간: 없음, 전 구간 단선임.
- 전철화 구간: 없음
- 차단 장치: 특수 자동 차단식
- 보안 장치: ATS

## 노선 개요

### 미토-오아라이간
미토의 근교 에리어로서 통근·통학의 이용이 많아 수족관(아쿠아 월드·오아라이)등의 마린 스포트가 다수 점재하는 오아라이의 액세스 이용이 많다. 이 구간의 편수는 1시간에 2 - 3편 정도가 설정되어 있어 제 3 섹터의 지방 로컬선으로서는 열차 밀도가 높다. 미토 - 오아라이간의 구간 열차가 다수를 차지하고 있어 여객 수송에 대해 오아라이는 매우 중요한 거점역이다.

### 오아라이-신호코타간
오아라이보다 앞은 가시마나다에 따라서 진행되지만 5km 정도 거리를 두어 주행하기 때문에 차창으로 태평양이 비치는 구간은 없다. 농지가 계속되는 평지 직선상에 노선이 깔려 역간 거리도 5km 정도로 길기 때문에 로컬선의 기동차면서 주행 속도는 높다. 오아라이보다 앞은 열차 편수는 1시간에 1차량 정도로 적게 된다.
신호코타는 도중 역으로서는 이용자수가 좀 많고, 오아라이가시마 선에 있어서의 거점역의 하나이다. 오아라이가시마 선의 개통에 의해서 호코타시(개통 당시는 호코타정)로부터 미토까지의 통근·통학의 소요 시간은 큰폭으로 단축되었다. 호코타 시에는 가시마 철도(2007년 폐지)의 호코타 역이 있어 호코타 시에 있어서는 오아라이가시마 선은 첫 철도 노선은 아니었지만, 개통시는 오아라이마치와 마찬가지로 현지로부터 많이 환영되어 그 후의 호코타 시의 발전에 기여했다. 오아라이가시마 선의 신호코타 역과 가시마 철도의 호코타 역은 서로 2km 정도 떨어져 있어 양선을 넘는 이용자는 전무했다.

### 신호코타-가시마 축구 스타디움-가시마 신궁간
기타우라와 가시마나다의 사이를 주행하며, 다이요 - 가시마 축구 스타디움간은 가시마나다의 연안으로부터 2km 정도의 거리를 두어 주행한다. 연선 인구는 적고, 통학의 이용이 눈에 띌 뿐이다. 오아라이가시마 선의 종점은 가시마 축구 스타디움이지만, 축구 개최일 이외는 통과하는 임시역이다. 가시마 임해 철도는 가시마 축구 스타디움에의 액세스 수요에 분기하고 있지만, 오아라이가시마 선을 이용하는 스타디움 관전객은 적다.
가시마 축구 스타디움 - 가시마 신궁간은 JR가시마 선의 노선이며, 동선에 노선 연장하는 형식이 된다. 다만, 야간 회송을 제외하고 JR의 여객 열차가 주행할 것은 없고, 이 구간은 사실상 「오아라이가시마 선」이라고 인식되고 있다. 그 때문에 일부의 지도에서는 이 구간을 지도 기호는 JR선으로 해두면서 「오아라이가시마 선」이라고 표기되고 있는 예가 있다.

## 역사
국철 재건법 시행시에는 철도 건설 공단에 의해 건설중으로, 개통 후의 수송 밀도가 4000명 이상 전망할 수 있다고 하여 공사가 속행되었지만, 당시의 일본국유철도는 제 3 섹터로의 운영을 희망했다. 이것을 이바라키현에서는 1984년, 가시마 임해 철도에 의한 인수를 결정해 다음 1985년에 개통했다. 당초는 특급 열차를 운행할 계획이 있었기 때문에 단선이면서 고규격인 설계가 되어 있다. 건널목은 미토역 부근의 조반선과 병행하는 부분에 JR이 설치한 2곳 이외에는 존재하지 않는다.
덧붙여 전철화를 전제로 시설은 건설되었지만 제 3 섹터 철도로의 운영이 결정된 단계에서 유지 관리·운용 경비를 산정한 결과, 비전철화 디젤 운전으로 변경되었다. 만일 전철화한다고 했을 경우 오아라이가시마 선에 한해서도 미토 - 다이요간은 이바라키현 이시오카시 가키오카에 있는 기상청 지자기 관측소로부터 가깝기 때문에 염가의 직류 전철화를 실시하는 것은 불가능하다. 또 교류 전철화로 했을 경우에도 가시마 신궁 - 북 가시마간의 국철 가시마 선은 이미 직류 전철화되고 있기 때문에, 제조 가격이 비싼 교류 직류 양용 차량을 사용하든가, 혹은 지상 교류/직류 변환 설비를 정비하는 것이 필요하다. 통상의 전철화보다 비용이 커지기 때문에, 전철화는 행해지지 않았다.
2011년 3월 11일 동일본 대지진으로 선로가 속속 붕괴했지만, 4개월 후인 2011년 7월 12일에 전 노선을 복구했다.
- 1985년 3월 14일 미토 - 북 가시마(현재의 가시마 축구 스타디움)간(53.0km)개통.
- 1989년 11월 1일 전선으로 화물 영업 개시.
- 1990년 11월 18일 조자가하마 시오사이하마나스 공원 앞역 신설.
- 1994년 3월 12일 북 가시마 역을 가시마 사커 스타디움 역으로 개칭. 축구 시합 개최일의 일부 열차만 여객 영업 개시.
- 1996년 3월 16일 화물 열차 설정 폐지.
- 2004년 12월 1일 오아라이가시마 선 COMBAT(바리스식 열차 검지형 폐색 장치) 도입 프로젝트 시작
- 2005년 10월 12일 쓰네즈미 - 오아라이간에서 COMBAT의 표시 기능 운용 개시.

## 운행 형태
노선상의 종점인 가시마 축구 스타디움 역은 가시마 축구 스타디움으로의 시합 개최일의 일부 열차만의 영업이며, 또 동역을 지나는 미토 방면과의 열차는 모두 가시마 임해 철도 소유의 기동차로 운행되어 JR가시마 선 가시마 신궁 역까지 1구간 노선 연장한다. 가시마 축구 스타디움 역은 1994년에 화물역인 북 가시마역을 여객화·개칭한 것으로, 오아라이가시마 선 개통시부터 모든 열차가 통과 취급(일부 열차 교환을 위한 운전 정차 있음)이다.
열차로서는 매시 1편의 미토 - 가시마 신궁간을 주행하는 열차 외, 미토 - 오아라이간·미토 - 신호코타간의 구간 열차도 설정되어 있다.
또, 2001년 4월 1일부터 일부의 열차로 1인 승무 운전을 실시하고 있다.
2002년의 월드컵 개최시에 도쿄 방면에서 동일본 여객철도(JR동일본)의 전철을 가시마 축구 스타디움 역까지 운전하는 수송 계획을 세울 수 있었지만(가시마 축구 스타디움 역까지의 가시마 선은 직류 1500V 전철화가 되어 있어 EF65형 정기 열차로 입선 한다), 전년에 일어난 효고현 아카시시의 보도교 압사 사고를 교훈으로 경비상의 문제로부터 보류되게 되었다.
그 후, 2006년 7월 15일의 2006 JOMO 올스타 축구에 즈음하여 처음으로 JR동일본의 여객 차량이 가시마 축구 스타디움 역까지 영업 운행(임시 열차)되었다.

## 이용 상황

### 수송 실적
오아라이가시마 선의 근년의 수송 실적을 아래 표에 적는다. 표중, 수송 인원의 단위는 만명. 수송 인원은 연도로의 값. 표중, 최고치를 적색으로, 최고치를 기록한 연도 이후의 최저치를 청색으로, 최고치를 기록한 연도 이전의 최저치를 녹색으로 표기했다.
| 년 도  | 수송 실적(승차 인원)：만명/년도 | 수송 실적(승차 인원)：만명/년도 | 수송 실적(승차 인원)：만명/년도 | 수송 실적(승차 인원)：만명/년도 | 수송 밀도 인/km・1일 | 특 기 사 항                                 |
| ------ | ------------------------------- | ------------------------------- | ------------------------------- | ------------------------------- | -------------------- | ------------------------------------------- |
| 년 도  | 통 근 정 기                     | 통 학 정 기                     | 정기 외                         | 합 계                           | 수송 밀도 인/km・1일 | 특 기 사 항                                 |
| 1985년 | 10.1                            | 11.9                            | 14.8                            | 36.8                            | 1,924                | 개통                                        |
| 1986년 | 22.0                            | 85.1                            | 115.7                           | 222.8                           | 2,190                |                                             |
| 1987년 | 26.7                            | 104.0                           | 120.9                           | 251.6                           | 2,443                |                                             |
| 1988년 | 28.7                            | 119.4                           | 130.9                           | 279.0                           | 2,718                |                                             |
| 1989년 | 28.9                            | 132.7                           | 143.2                           | 304.8                           | 2,939                |                                             |
| 1990년 | 31.4                            | 148.6                           | 154.6                           | 334.6                           | 3,158                | 조자가하마 시오사이하마나스 공원 앞역 신설. |
| 1991년 | 35.5                            | 156.0                           | 160.6                           | 352.1                           | 3,226                |                                             |
| 1992년 | 38.4                            | 164.4                           | 156.0                           | 358.8                           | 3,310                |                                             |
| 1993년 | 37.5                            | 163.9                           | 156.9                           | 358.3                           | 3,378                | 가시마 축구 스타디움 역 영업 개시           |
| 1994년 | 36.7                            | 163.3                           | 153.3                           | 353.3                           | 3,345                |                                             |
| 1995년 | 38.8                            | 158.7                           | 151.6                           | 349.1                           | 3,272                |                                             |
| 1996년 | 39.0                            | 154.7                           | 146.4                           | 340.1                           | 3,130                |                                             |
| 1997년 | 36.5                            | 144.2                           | 136.2                           | 316.9                           | 2,873                |                                             |
| 1998년 | 38.0                            | 142.4                           | 129.9                           | 310.3                           | 2,779                |                                             |
| 1999년 | 36.2                            | 140.2                           | 122.7                           | 299.1                           | 2,627                |                                             |
| 2000년 | 37.1                            | 135.6                           | 117.9                           | 290.6                           | 2,527                |                                             |
| 2001년 | 34.7                            | 130.3                           | 115.5                           | 280.5                           | 2,474                |                                             |
| 2002년 | 32.5                            | 126.4                           | 113.5                           | 272.4                           | 2,453                |                                             |
| 2003년 | 32.4                            | 125.4                           | 100.5                           | 258.3                           | 2,310                |                                             |
| 2004년 | 31.7                            | 121.8                           | 96.6                            | 250.1                           | 2,230                |                                             |
| 2005년 |                                 |                                 |                                 |                                 |                      |                                             |
| 2006년 |                                 |                                 |                                 |                                 |                      |                                             |
| 2007년 |                                 |                                 |                                 |                                 |                      |                                             |

### 수입 실적
오아라이가시마 선의 근년의 수입 실적을 아래 표에 적는다. 표중, 수입의 단위는 천엔. 수치는 연도로의 값.
| 년 도  | 여객 운임 수입：천엔/년도 | 여객 운임 수입：천엔/년도 | 여객 운임 수입：천엔/년도 | 여객 운임 수입：천엔/년도 | 여객 운임 수입：천엔/년도 | 운수 잡수입 천엔/년도 | 총 합계 천엔/년도 |
| ------ | ------------------------- | ------------------------- | ------------------------- | ------------------------- | ------------------------- | --------------------- | ----------------- |
| 년 도  | 통근 정기                 | 통학 정기                 | 정 기 외                  | 소화물                    | 합 계                     | 운수 잡수입 천엔/년도 | 총 합계 천엔/년도 |
| 1985년 |                           | ←←←←                      |                           |                           |                           |                       |                   |
| 1986년 |                           | ←←←←                      |                           |                           |                           |                       |                   |
| 1987년 | 58,279                    | 177,154                   | 497,403                   | 0                         | 732,836                   | 68,608                | 801,444           |
| 1988년 |                           |                           |                           |                           |                           |                       |                   |
| 1989년 |                           |                           |                           |                           |                           |                       |                   |
| 1990년 |                           |                           |                           |                           |                           |                       |                   |
| 1991년 |                           |                           |                           |                           |                           |                       |                   |
| 1992년 |                           |                           |                           |                           |                           |                       |                   |
| 1993년 |                           |                           |                           |                           |                           |                       |                   |
| 1994년 |                           |                           |                           |                           |                           |                       |                   |
| 1995년 | 96,814                    | 299,961                   | 691,542                   | 0                         | 1,088,317                 | 131,730               | 1,220,047         |
| 1996년 |                           |                           |                           |                           |                           |                       |                   |
| 1997년 |                           |                           |                           |                           |                           |                       |                   |
| 1998년 |                           |                           |                           |                           |                           |                       |                   |
| 1999년 | 92,837                    | 268,431                   | 534,997                   | 0                         | 896,265                   | 120,225               | 1,016,490         |
| 2000년 |                           |                           |                           |                           |                           |                       |                   |
| 2001년 |                           |                           |                           |                           |                           |                       |                   |
| 2002년 |                           |                           |                           |                           |                           |                       |                   |
| 2003년 |                           |                           |                           |                           |                           |                       |                   |
| 2004년 | 80,776                    | 236,148                   | 437,003                   | 0                         | 753,927                   | 48,090                | 802,017           |
| 2005년 |                           |                           |                           |                           |                           |                       |                   |
| 2006년 |                           |                           |                           |                           |                           |                       |                   |
| 2007년 |                           |                           |                           |                           |                           |                       |                   |

## 차량

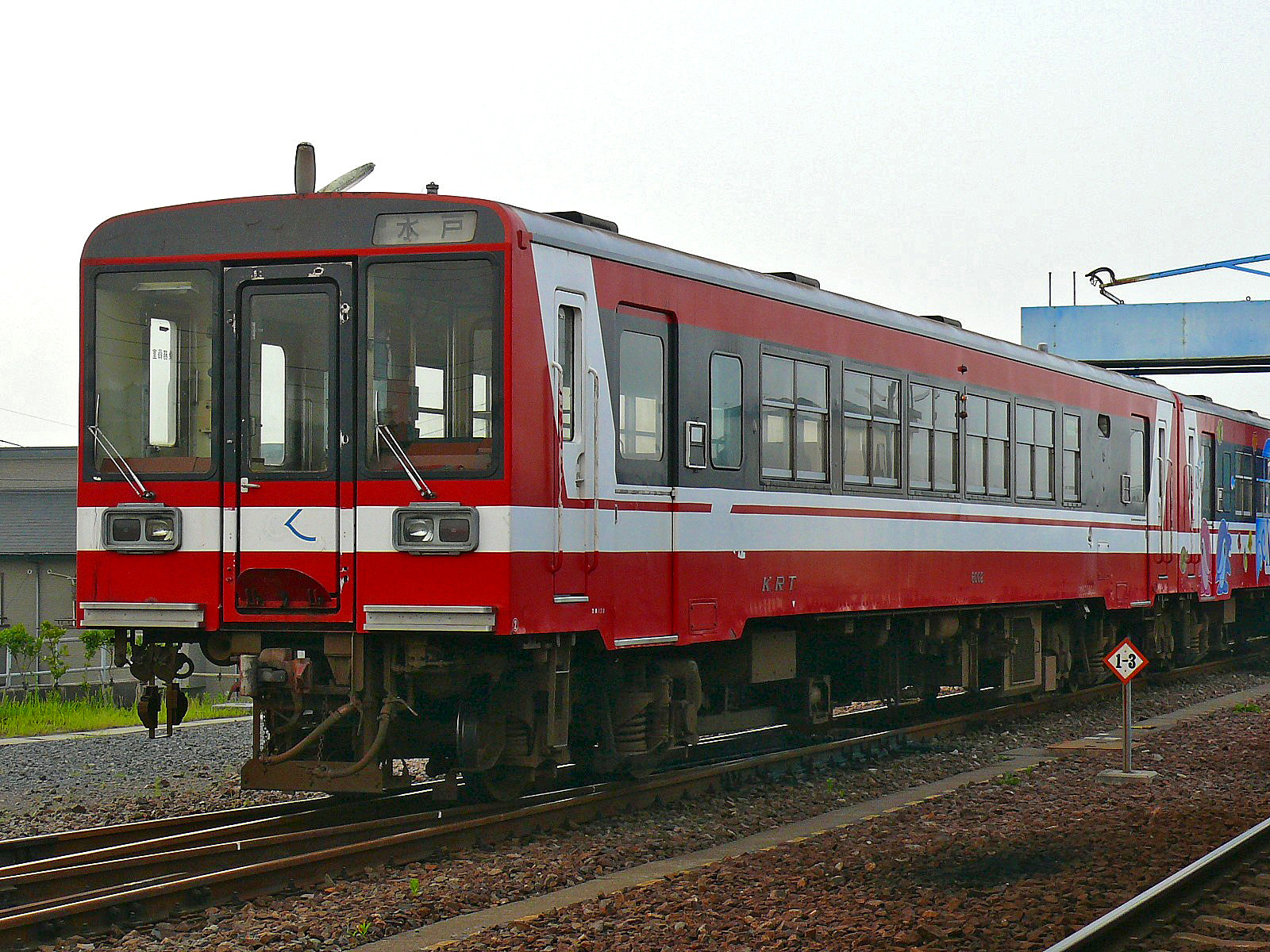
6000계 동차
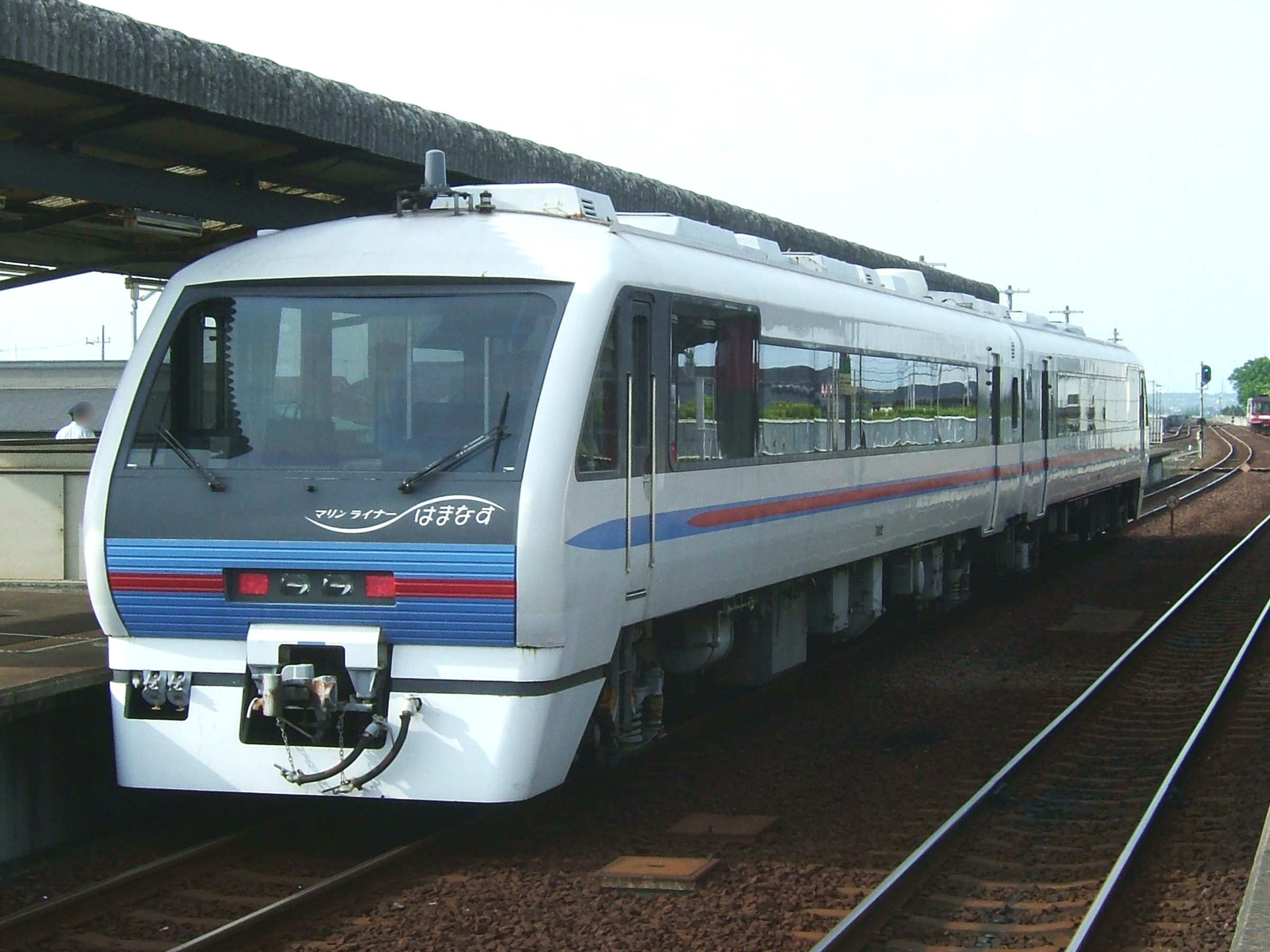
7000계 동차

7000계 동차는 이바라키현이 가지는 차량이고 임시 운행으로만 사용된다.

## 역 목록
- 전역 이바라키현에 소재

| 역 이름                             | 일본어 이름                | 거리 (km) | 접속 노선                   | 소재지     | 소재지                                                            |
| ----------------------------------- | -------------------------- | --------- | --------------------------- | ---------- | ----------------------------------------------------------------- |
| 미토                                | 水戸                       | 0.0       | 조반선, 스이군선            | 이바라키현 | 미토시                                                            |
| 히가시미토                          | 東水戸                     | 3.8       |                             | 이바라키현 | 미토시                                                            |
| 쓰네즈미                            | 常澄                       | 8.3       |                             | 이바라키현 | 미토시                                                            |
| 오아라이*                           | 大洗                       | 11.6      | 히가시이바라키군 오아라이정 | 이바라키현 |                                                                   |
| 히누마                              | 涸沼                       | 18.0      | 호코타시                    | 이바라키현 |                                                                   |
| 가시마아사히                        | 鹿島旭                     | 22.8      | 호코타시                    | 이바라키현 |                                                                   |
| 도쿠슈쿠                            | 徳宿                       | 26.7      | 호코타시                    | 이바라키현 |                                                                   |
| 신호코타*                           | 新鉾田                     | 31.0      | 호코타시                    | 이바라키현 |                                                                   |
| 기타우라코한                        | 北浦湖畔                   | 34.9      | 호코타시                    | 이바라키현 |                                                                   |
| 다이요                              | 大洋                       | 39.0      | 호코타시                    | 이바라키현 |                                                                   |
| 가시마나다                          | 鹿島灘                     | 43.1      | 가시마시                    | 이바라키현 |                                                                   |
| 가시마오노                          | 鹿島大野                   | 46.1      | 가시마시                    | 이바라키현 |                                                                   |
| 조자가하마 시오사이하마나스코엔마에 | 長者ヶ浜潮騒はまなす公園前 | 48.4      | 가시마시                    | 이바라키현 |                                                                   |
| 고야다이                            | 荒野台                     | 50.1      | 가시마시                    | 이바라키현 |                                                                   |
| 가시마 사커 스타디움                | 鹿島サッカースタジアム     | 53.0      | 가시마시                    | 이바라키현 | 가시마 선 (다음역 가시마진구까지 직결 운행) 가시마린코 선(화물선) |

- *표시는 사원 배치역. JR동일본과 동형의 POS 단말기가 설치되어 있다.
- 가시마 축구 스타디움 역은 화물역으로서는 상설.
- 가시마 축구 스타디움 역을 지나는 실제의 여객 열차는 JR 가시마 선 가시마 신궁 역까지 운행되어 가시마 신궁 역이 사와라 방면과의 환승역이 된다.